# Marplesia pohara
Marplesia pohara là một loài nhện trong họ Amphinectidae. Loài này phân bố ở New Zealand.